# Jean-Baptiste Mauzaisse

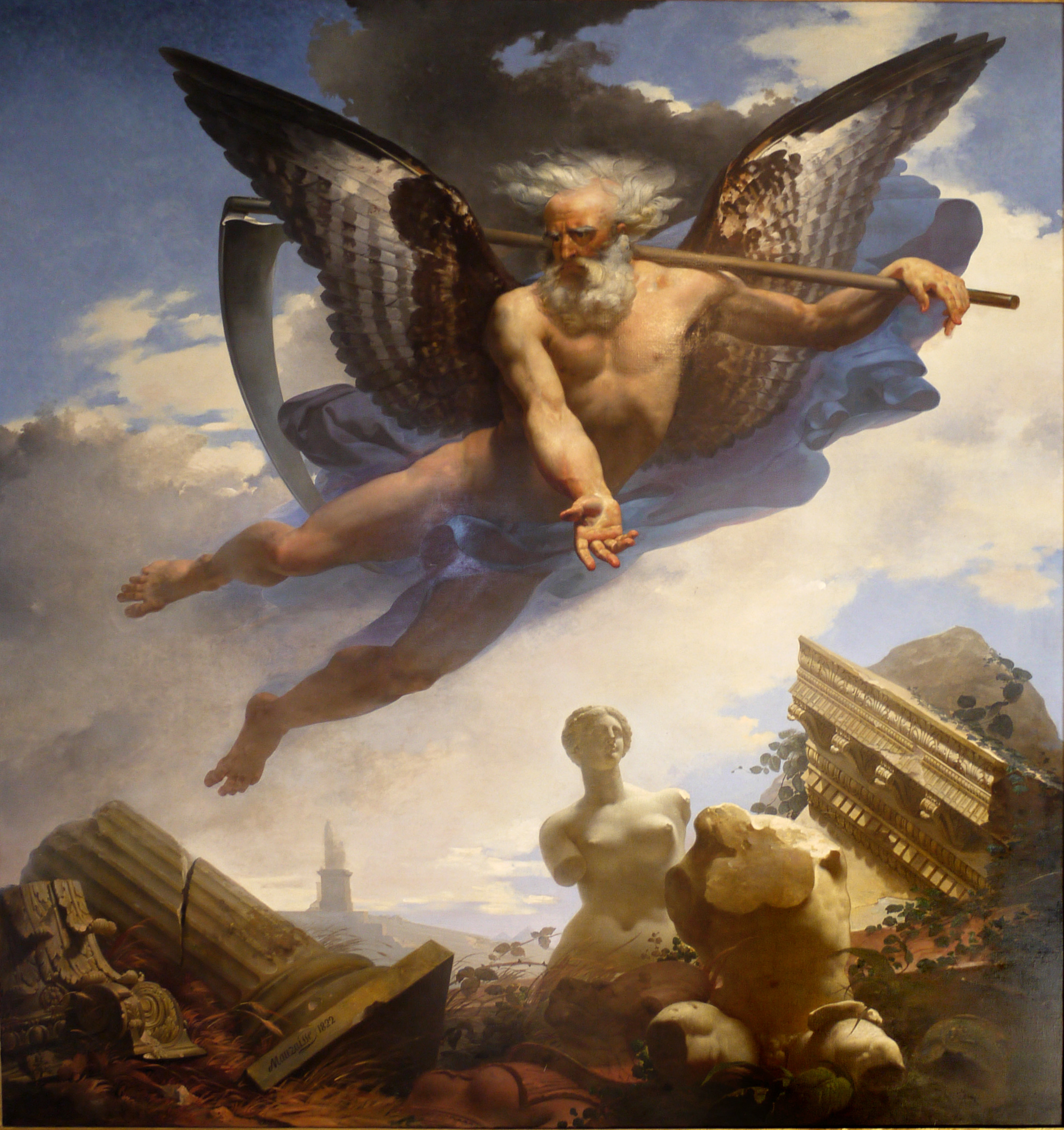
El Tiempo mostrando las ruinas que causa y las obras maestras que saca a la luz (Louvre).

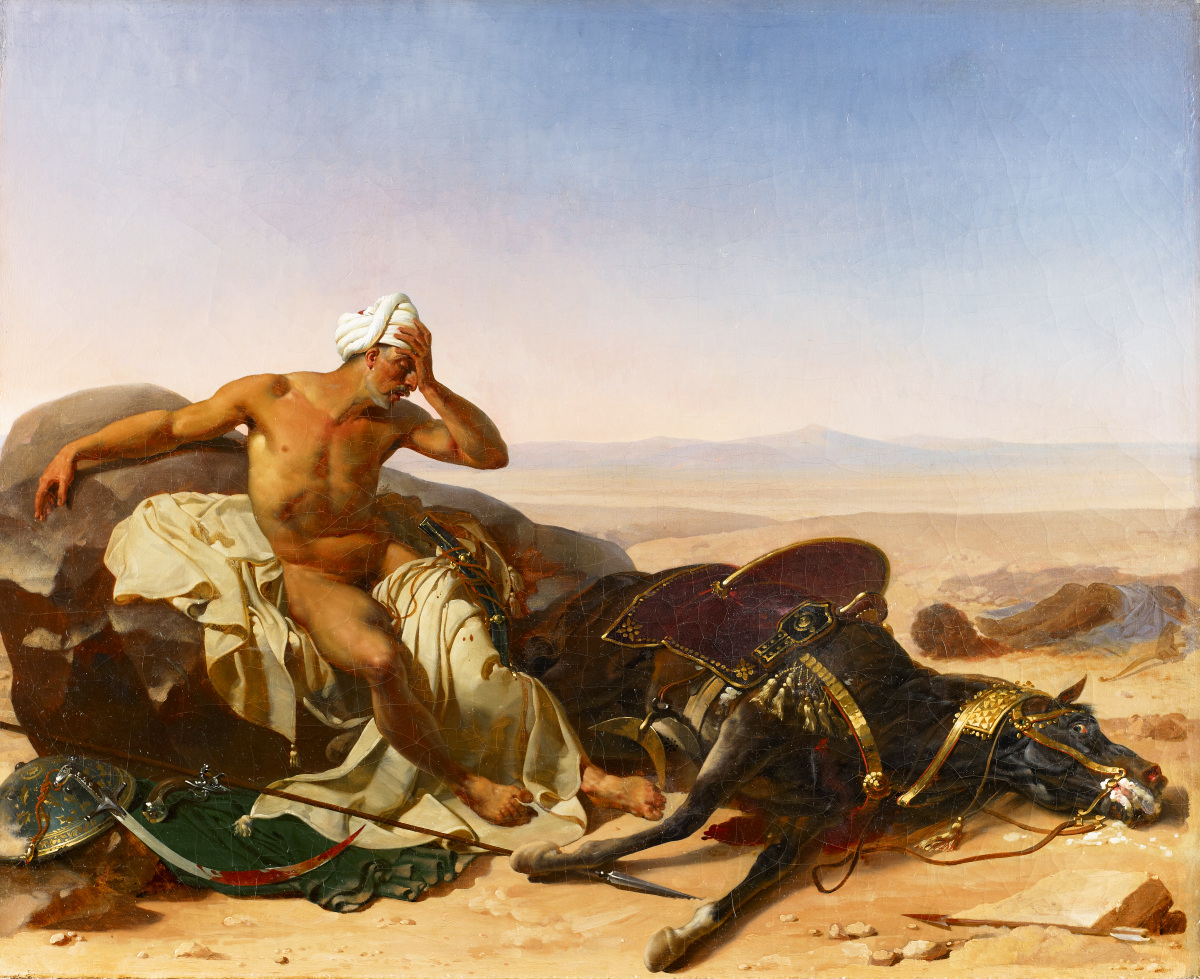
Árabe lamentando la muerte de su corcel.

Jean-Baptiste Mauzaisse (1 de noviembre de 1784, Corbeil-15 de noviembre de 1844, París) fue un pintor y litógrafo francés especializado en escenas de batalla y retratos.

## Biografía
Provenía de un entorno modesto. Su padre era organista en la catedral de Corbeil y no podía permitirse pagar los estudios de Jean-Baptiste. A la edad de diecinueve años, se fue de casa y pudo encontrar un puesto en los estudios de François-André Vincent, en la École des Beaux-Arts de París. Su debut en el Salón se produjo en 1808, y allí obtuvo una medalla de oro de primera clase en 1812, por Árabe lamentando la muerte de su corcel.
Muchos de sus encargos fueron para el gobierno, a menudo en colaboración con otros artistas. Estos incluyeron la decoración de los apartamentos del rey Luis XVIII, las figuras de Prometeo y Tántalo para el Museo de Picardía en Amiens (1819), y varios plafones en el Louvre (1822), en lo que ahora se conoce como la «Salle des Bijoux». Estos cuentan con figuras que representan la ciencia, el arte, el comercio y la guerra, así como las cuatro estaciones. Por su trabajo allí, fue nombrado Caballero de la Legión de Honor en 1823.
También creó decoraciones para dos catedrales, la Catedral de Bourges y la Catedral de Nantes. En 1837, recibió un encargo personal de Luis Felipe I para retratarlo en la batalla de Valmy.
Un número significativo de sus obras se encuentran en colecciones privadas. Además de las del Louvre, algunas se pueden ver en el Museo Metropolitano de Arte de Nueva York.